# Atelothrus filipes
Atelothrus filipes är en skalbaggsart som beskrevs av Sharp 1903. Atelothrus filipes ingår i släktet Atelothrus och familjen jordlöpare. Inga underarter finns listade i Catalogue of Life.